# تاکه‌تورا (صداپیشه)
تاکه‌تورا (انگلیسی: Taketora; ۳۱ ژانویهٔ ۱۹۷۴ – ) صداپیشگی در ژاپن، و بازیگر اهل ژاپن بود.